# 石川光義
石川 光義（いしかわ みつよし、生年不詳 - 保安2年4月1日（1121年4月19日））は、平安時代後期の武将。大和源氏の流れを汲む陸奥石川氏4代目当主。石川元光の次男。義季、義全、光治、全重らの父。従五位下左京大夫、従四位下大和守。夫人は従五位下相模守佐竹義業の娘。
兄の石川光忠が遁世したため父を継ぐ。晩年は仏門に入り道寬齊と号した。

## 系譜
```
石川光義┳長女（
波多野義通
室）
　　　　┣義季（5代目当主）
　　　　┣義全
　　　　┣次女（早世）
　　　　┣三女（
子鹿島公義
室）
　　　　┣成田光治
　　　　┣四女（
佐竹秀義
室）
　　　　┗全重
```